# Augsburg (stad)
Augsburg is een kreisfreie Stadt centraal in Zuid-Duitsland. Het is de hoofdstad van het Regierungsbezirk Zwaben in Beieren en is gelegen aan de rivier de Lech. De stad telt 295.830 inwoners (31 december 2020) op een oppervlakte van 146,93 km². Qua grootte komt de stad in Beieren na München en Neurenberg. 
De naam van de stad komt van de Romeinse legerplaats en de latere Romeinse provinciehoofdstad Augusta Vindelicorum (ook wel Augusta Vindelicum genoemd), die in 15 v.Chr. onder de Romeinse keizer Augustus als castrum werd opgericht. Daardoor behoort Augsburg tot de oudste Duitse steden.
Het is de enige Duitse stad met een eigen officiële feestdag, het Augsburger Hohes Friedensfest, dat ieder jaar op 8 augustus wordt gevierd. Sinds 2019 staat het waterbeheersysteem van de stad op de UNESCO-Werelderfgoedlijst.

## Geografie
Augsburg ligt aan de rivieren Lech, Wertach en Singold. Het oudste gedeelte van de stad ligt net als de zuidelijke delen op de noordelijke uitloper van een hoogterras dat tussen de steile heuvelrand van Friedberg in het oosten en de hoge Riedel aan de westelijke heuvelrand is ontstaan.  De specifieke ligging vergde reeds in de Romeinse tijd specifieke inspanningen voor de waterhuishouding.  De in de middeleeuwen opgebouwde infrastructuur werd in 2019 erkend als UNESCO werelderfgoed als inschrijving onder de benaming Waterbeheersysteem van Augsburg.
In het zuiden ligt het Lechfeld tussen de twee grote rivieren Lech en Wertach, waar bijzondere oerlandschappen bewaard zijn gebleven. De Augsburger Stadtwald en de Lechtalheiden tellen tot de Midden-Europese natuurgebieden met de grootste biologische diversiteit.
Augsburg grenst aan een natuurpark, een groot bosgebied. Maar ook de stad zelf is zeer groen, waardoor Augsburg in 1997 bij de Europese wedstrijd Entente Florale Europe als eerste Duitse stad de prijs voor de groenste en meest leefbare stad in ontvangst mocht nemen. In Beieren is de gemeente Augsburg de stad met het meeste bosbezit, in Duitsland staat Augsburg voor wat betreft bosbezit op de derde plaats.

### Stadsdelen
I: Innenstadt
II: Oberhausen
III: Bärenkeller
IV: Firnhaberau
V: Hammerschmiede
VI: Lechhausen
VII: Kriegshaber
VIII: Pfersee
IX: Hochfeld
X: Antonsviertel
XI: Spickel-Herrenbach
XII: Hochzoll
XIII: Haunstetten-Siebenbrunn
XIV: Göggingen
XV: Inningen
XVI: Bergheim
XVII: Universitätsviertel

## Cultuur

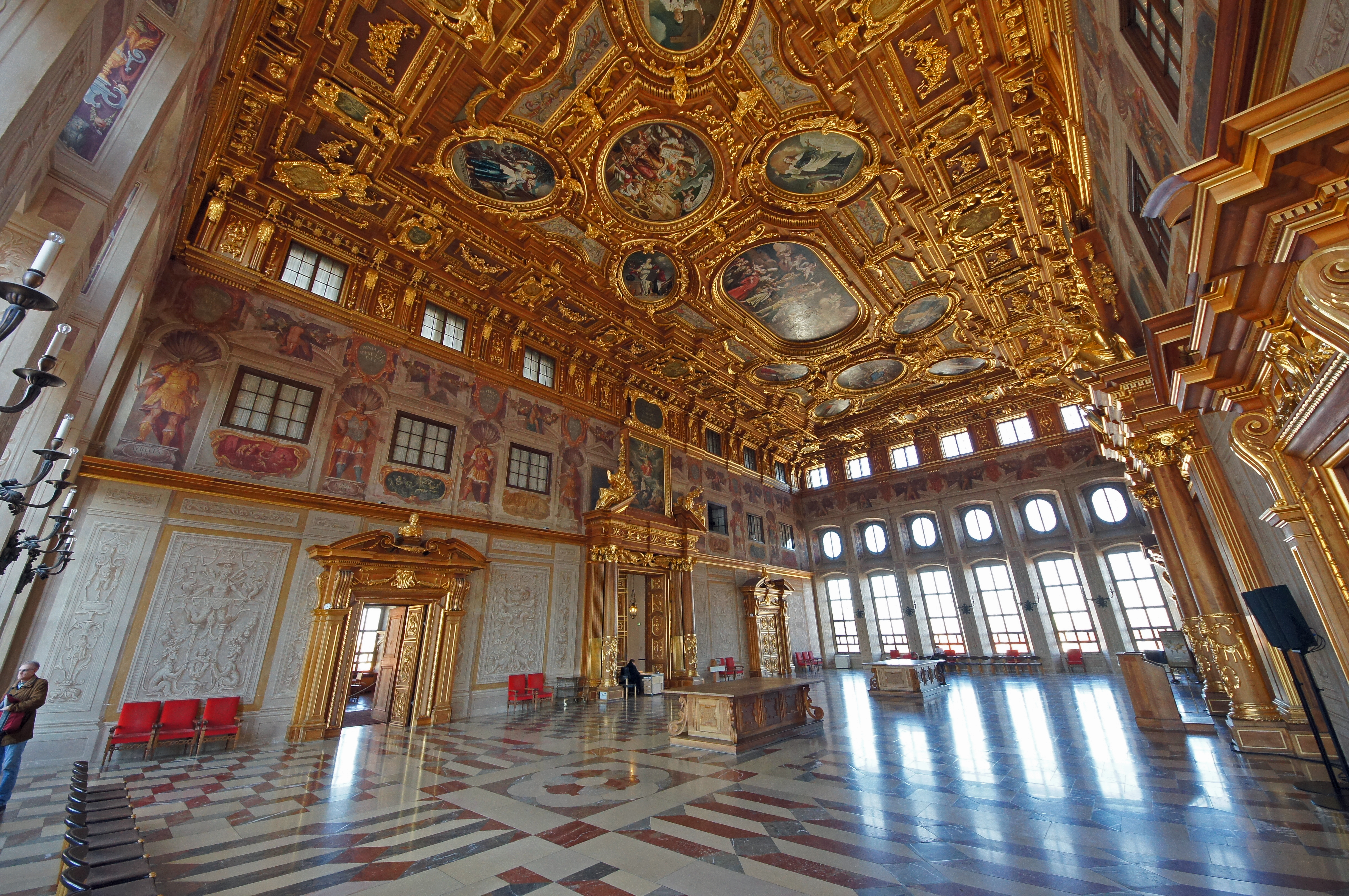
De Goldener Saal van het stadhuis

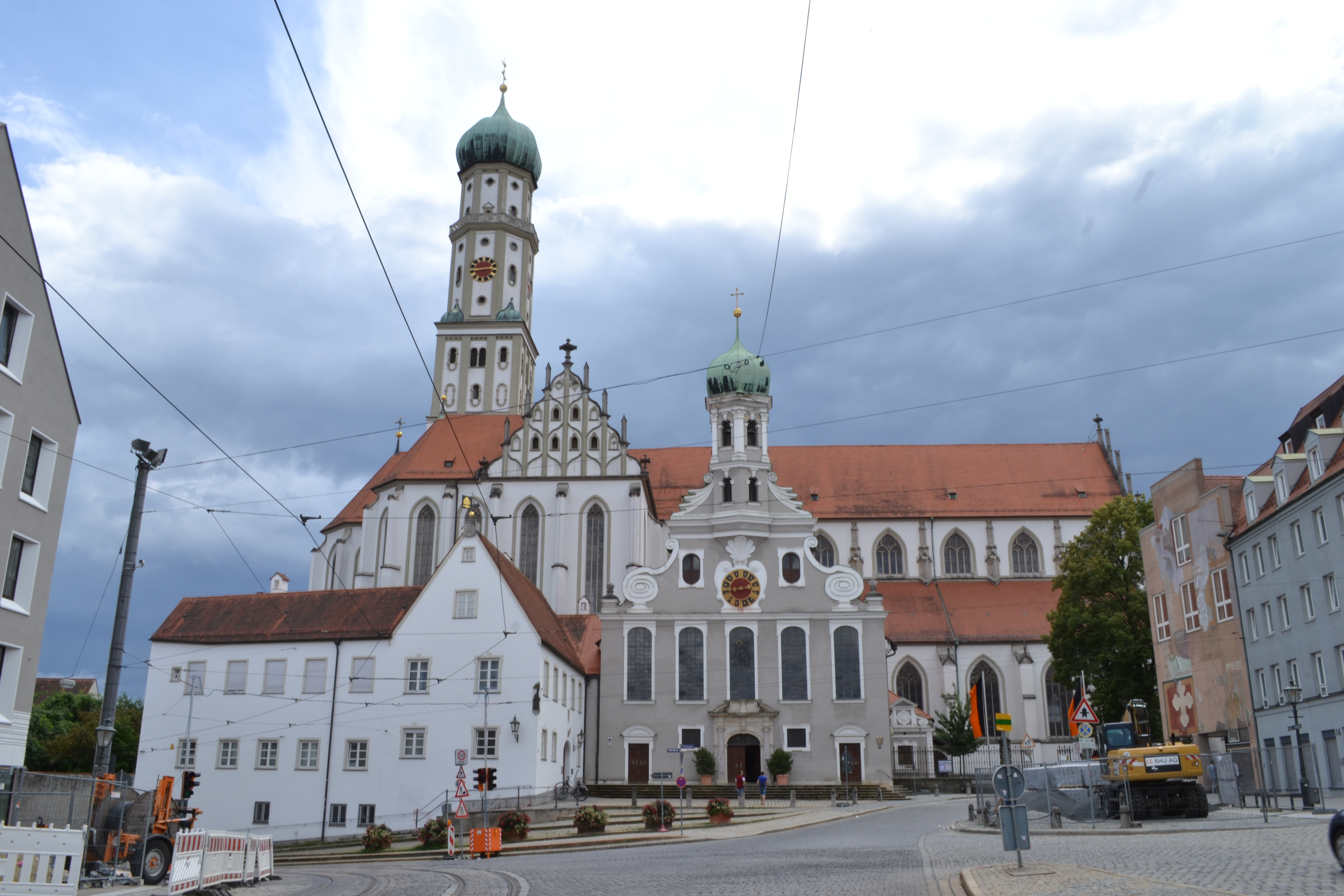
De Evangelische Ulrichskirche (voorgrond) en de stadskerk St. Ulrich und Afra

### Bezienswaardigheden
Augsburg ligt aan de Romantische Straße.
- Stadhuis, gebouwd in 1620 in renaissancestijl, met Goldener Saal
- Mozarthaus, ter herinnering aan Leopold en Wolfgang Amadeus Mozart
- Perlachtoren, een klokkentoren gebouwd in 1182
- Fuggerei, de oudste[2] sociale wijk van Europa
- Fuggerei Museum, een (cultuur)historisch en etnografische museum over de Augsburger Fuggerei en de Fuggers
- Fuggerhuis, een koopmanshuis/herenhuis in Renaissancestijl uit de 16e eeuw
- Fugger en Welser belevingsmuseum, een museum over de bankier- en koopmansgeslachten Fugger en Welser
- Residentie van de Bisschop, gebouwd in 1750 als vervanging van het oudere bisschoppelijke paleis; hier zetelt het bestuur van Beiers-Zwaben
- De kathedraal, gesticht in de negende eeuw
- De gotische kloosterkerk Sankt Ulrich und Afra met barok interieur. Van 1577 tot 1803 was het klooster rijksvrij waardoor er een exterritoriaal gebied binnen de stadsmuren was.
- De Augsburger Puppenkiste
- De beeldenroute Kunst am Campus op de universiteitscampus van de Universität Augsburg

### Diversen
- In 1530 werd op de Rijksdag van Augsburg de Confessio Augustana gepresenteerd.
- In 1555 werd de Godsdienstvrede van Augsburg gesloten.
- De schutsheilige van de stad en het bisdom Augsburg is Sint Afra, die bij Augsburg werd gedood door de Romeinen in 304. Sint-Afra deelt deze taak met Ulrich van Augsburg en de heilige Sintpert.
- Het kano-evenement van de Olympische Spelen van 1972 werd gehouden op de Lech bij Augsburg.

### Sport
De eerste sportclub TV Augsburg werd in 1847 opgericht. Hieruit ontstond ook MTV 1889 Augsburg dat de eerste voetbalafdeling van de stad had en ook de eerste club in de hoogste klasse had. Later maakten BC Augsburg en TSV Schwaben Augsburg het mooie weer in de hoogste reeksen. Na hun tanende succes fuseerden de clubs in 1969 om zo FC Augsburg te vormen. Deze club speelde lange tijd in de hogere reeksen maar kon pas in 2011 doorstoten naar de Bundesliga.

## Bekende inwoners van Augsburg

### Geboren

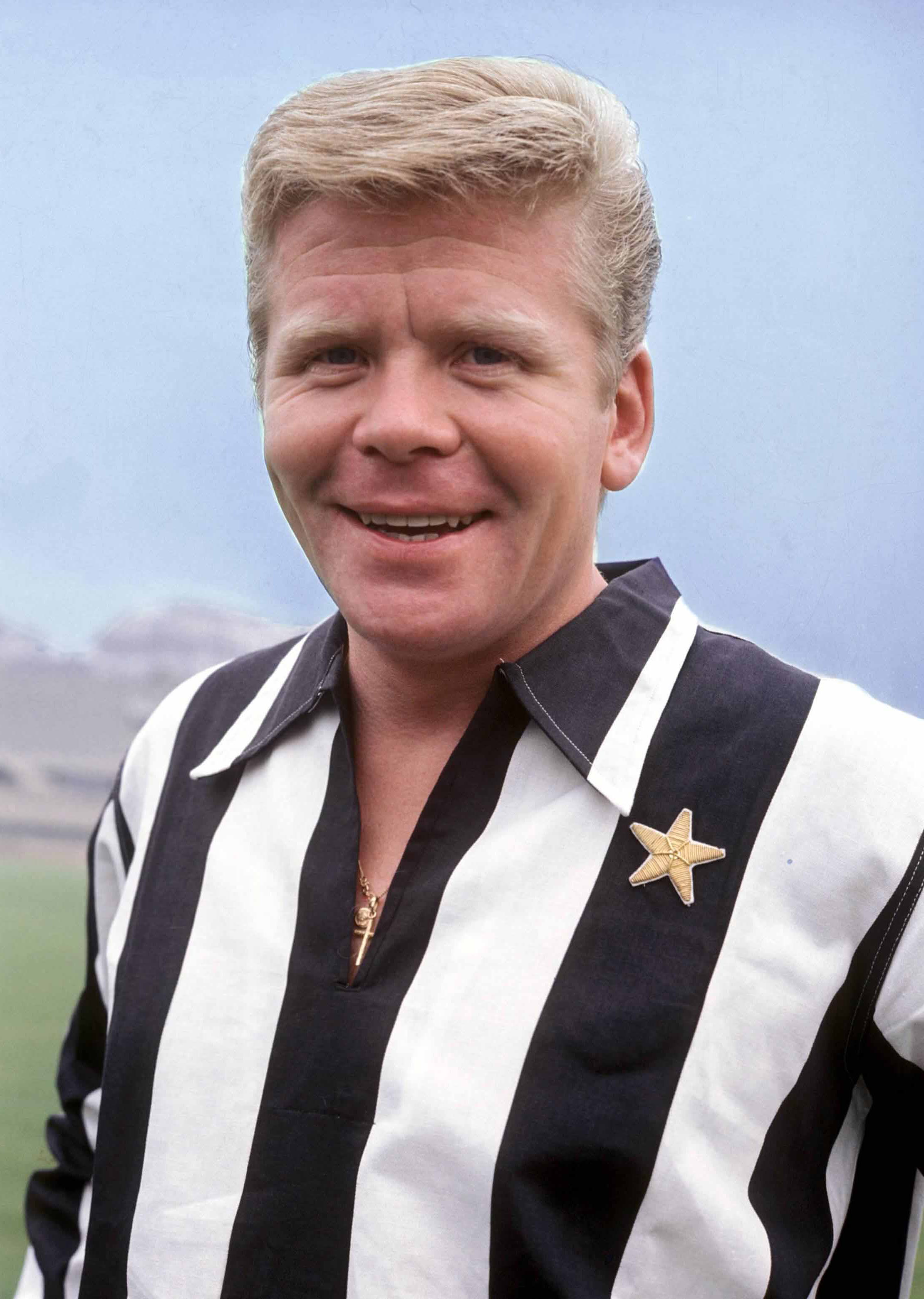
Voetballer Helmut Haller
(1939-2012)

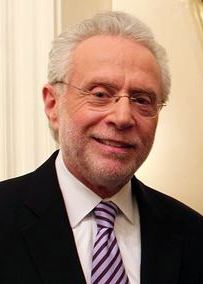
Journalist Wolf Blitzer
(1948)

- Jakob Fugger de Rijke (1459-1525), bankier
- Jörg Breu de Oudere, (1475-1537), schilder en tekenaar
- Hans Holbein de Jonge (1497/98-1543), kunstschilder
- Leopold Mozart (1719-1787), vader van Wolfgang Amadeus Mozart
- Marie Louise van Wallersee (1858-1940), nicht van keizerin Elisabeth van Oostenrijk
- Albert Neudel (1867-1942), componist en dirigent
- Hans von Euler-Chelpin (1873-1964), Zweeds biochemicus en Nobelprijswinnaar (1929)
- Wilhelm Marschall (1886-1976), admiraal bij de Kriegsmarine
- Bertolt Brecht (1898-1956), (Oost-)Duits dichter, (toneel)schrijver en toneelregisseur
- August Schmidhuber (1901-1947), officier
- Magda Schneider (1909-1996), toneelspeelster, moeder van Romy Schneider
- Ernst Lehner (1912-1986), voetballer en trainer
- Josef Priller (1915-1961), gevechtspiloot
- Werner Haas (1927-1956), motorcoureur
- Ruth Gassmann (1935-2020), actrice en zangeres
- Helmut Haller (1939-2012), voetballer
- Hans W. Geißendörfer (1941), filmregisseur
- Elmar Wepper (1944-2023), acteur
- Wolf Blitzer (1948), Amerikaans journalist
- Harry Groener (1951), Amerikaans acteur
- Peter Dempf (1959), auteur
- Bernd Schuster (1959), voetballer en coach
- Armin Veh (1961), voetballer en coach
- Stephen Stanton (1961), Amerikaans stemacteur en visual effects artiest
- Markus Ferber (1965) politicus
- Philipp Kohlschreiber (1983), tennisser
- Gabriel Vidović (2003), Kroatisch-Duits voetballer